# بیژن کنگرلو
بیژن (جاستین) کنگرلو (متولد:۲ فوریه ۱۹۸۵ در کالگری کانادا) اسکی باز ایرانی-کانادایی می باشد.او در بازی‌های آسیایی زمستانی ۲۰۱۱ دو مدال برنز و نقره برای ایران ثبت کرد.